# Entoloma rhodopolium
Entolome gris-rose
Espèce
Entoloma rhodopolium est une espèce de champignons toxiques du genre Entoloma, et de la famille des entolomatacées. Caractérisé par sa couleur grise et ses lames rosâtres, il est le plus souvent désigné sous le nom vernaculaire Entolome rose-gris. C'est un champignon toxique.

## Synonymes et dénomination
Entoloma rhodopolium a pour synonymes :
- Agaricus repandus Bolton (1788)
- Agaricus hydrogrammus Bulliard (1792)
- Agaricus flexuosus Schumacher (1803)
- Hypophyllum cineritium Paulet (1808)
- Agaricus rhodopolius Fries (1818)
- Rhodophyllus rhodopolius (Fries) Quélet (1886)
- Hyporrhodius hydrogrammus (Bulliard) J. Schröter (1889)
- Rhodophyllus rhodopolius var. aleuriosmus Kühner (1954)

### Noms
En plus d'Entolome rose-gris, ce champignon est désigné par plusieurs noms vernaculaires. On le nomme ainsi Entolome rose et gris, Entolome gris-rosâtre et Entolome à odeur de chlore.
Le nom d'Entolome à odeur de chlore désigne également Entoloma nidorosum et Entoloma rhodopolium f. nidorosum de manière plus fréquente. Ce dernier est parfois considéré comme une variété d'Entoloma rhodopolium et parfois comme une espèce à part.

## Description
Le chapeau du sporophore mesure 3 à 8 cm de diamètre. Il est convexe avant de s’aplanir et d'être déprimé. Il est de couleur gris pouvant cependant être par endroit jaune ou crème. Il est hygrophane et s'éclaircit en séchant.
Le lames adnées à échancrées, sont de couleur blanche puis rosâtre.
Son stipe blanchâtre mesure 4 à 13 cm x 0,5 à 1,5 cm. Il est égal, cylindrique et rarement ventru, de couleur blanc puis crème.
La chair est blanche. Sa saveur est farineuse et son odeur inexistante ou parfois légèrement chlorée.

### Caractéristiques microscopiques
Ses spores comprennent généralement 5 angles.

## Habitat et répartition
Cet entolome pousse de l'été à la fin de l'automne. Il se développe en particulier à proximité les feuillus, notamment sous les hêtres. Il est également observables dans des forêts de pins ou d'épicéas.

## Toxicité
Très toxique. L'entolome gris-rose provoque une intoxication dont les symptômes se manifeste entre une demi-heure et 2 heures après l'ingestion. Il provoque des diarrhées, des vomissements, des douleurs gastriques et des maux de tête. Les toxines responsables de l'intoxication sont la muscarine, la choline et la muscaridine. La consommation de cet entolome provoquerait ainsi un syndrome résinoïdien. 

## Confusions possibles
Cet entolome est très proche de plusieurs autres champignons dont il se distingue par son habitat, sa répartition et quelques caractéristiques morphologiques mineures.
Il peut notamment être confondu avec l'entolome nitreux (entoloma nidorosum). Ce dernier dégage une forte odeur d'ammoniaque, ce qui permet notamment de les différencier.
Il ressemble également Entoloma clypeatum et Rhodophyllus crassipes. Ce dernier étant comestible, il est impératif d'être très vigilent pendant la cueillette et de la faire vérifier par un spécialiste.